# August 2002
Portal Geschichte | Portal Biografien | Aktuelle Ereignisse | Jahreskalender | Tagesartikel

◄ |
20. Jahrhundert |
21. Jahrhundert

◄ |
1970er |
1980er |
1990er |
2000er
| 2010er | 2020er | 2030er | ►

◄ |
1998 |
1999 |
2000 |
2001 |
2002
| 2003 | 2004 | 2005 | 2006 | ►

◄ |
Mai 2002 |
Juni 2002 |
Juli 2002 |
August 2002 |
September 2002 |
Oktober 2002 |
November 2002 |
►
Dieser Artikel behandelt tagesbezogene Nachrichten und Ereignisse im August 2002.

## Tagesgeschehen

### Donnerstag, 1. August 2002

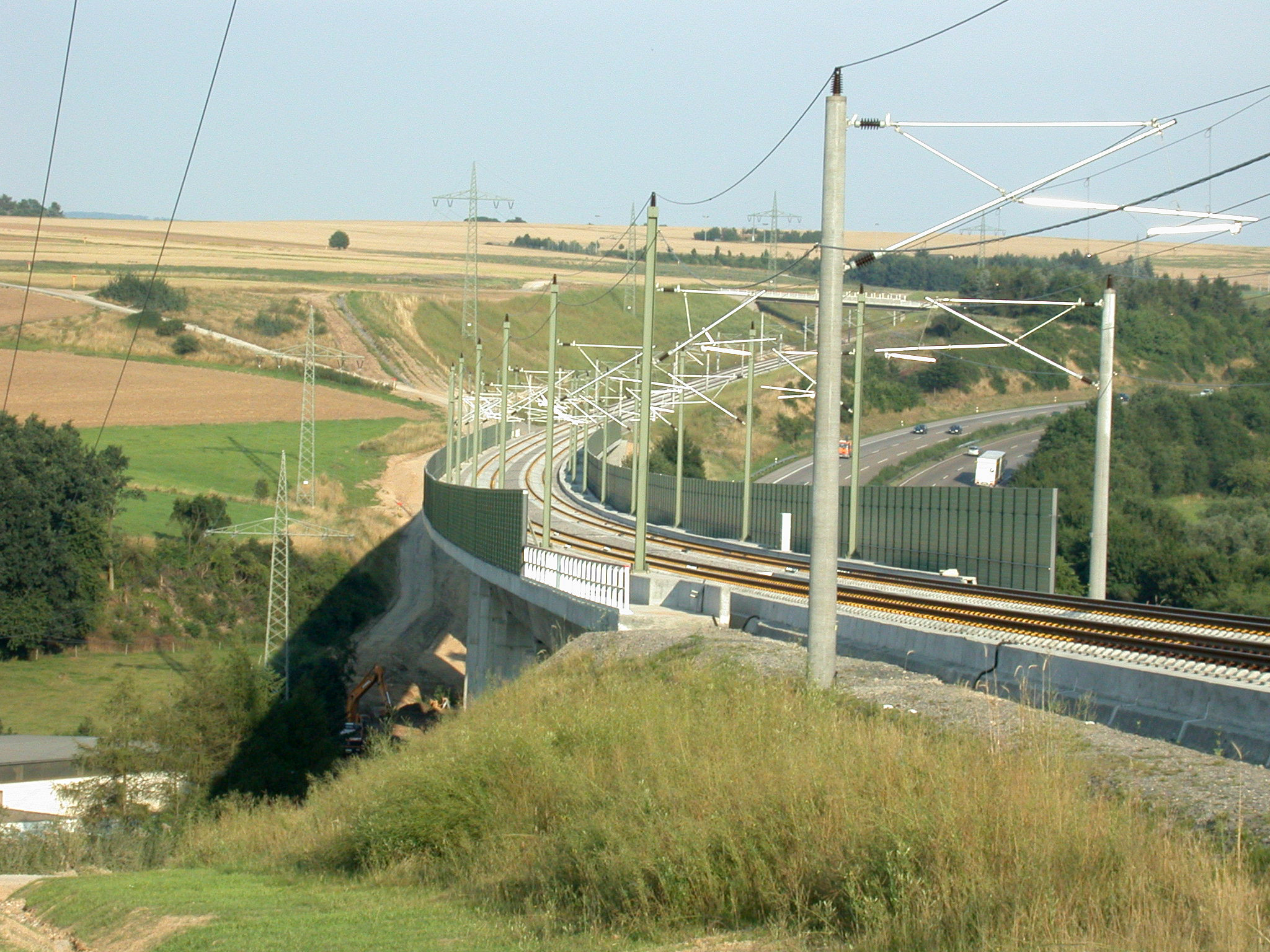
Schnellfahrstrecke Köln-Rhein/Main in Mittelhessen

- Frankfurt am Main, Köln/Deutschland: Die Deutsche Bahn AG nimmt den offiziellen Shuttle-Betrieb auf der Neubaustrecke Köln-Rhein/Main auf.[1]

### Freitag, 2. August 2002
- Berlin/Deutschland: Nach Berlins Wirtschaftssenator Gregor Gysi (PDS) erklärt auch der Vorsitzende der Grünen-Fraktion im Bundestag Rezzo Schlauch, dass er Vielflieger-Bonusmeilen, die für dienstliche Flüge gutgeschrieben wurden, für private Zwecke nutzte.
- Berlin, Köln/Deutschland: Die Fluggesellschaft Lufthansa und der Bund der Steuerzahler weisen den Vorwurf zurück, private Kundendaten veröffentlicht oder deren Veröffentlichung begünstigt zu haben. Im konkreten Fall geht es um den Politiker Gregor Gysi.
- Deutschland: SPD-Generalsekretär Franz Müntefering erstattet wegen der Veröffentlichung privater Reisedaten von Gregor Gysi Strafanzeige gegen die Bild-Zeitung, den Bund der Steuerzahler und dessen früheren Mitarbeiter Axel Müller.[2]
- Düsseldorf/Deutschland: Das Oberlandesgericht bestätigt eine einstweilige Verfügung, die verhindert, dass der Energiekonzern E.ON Holding die Ruhrgas AG übernimmt. Zunächst untersagte das Bundeskartellamt die Übernahme, dann ebnete eine Ministererlaubnis wieder den Weg, daraufhin klagten Konkurrenzunternehmen vor dem Oberlandesgericht.[3]
- München/Deutschland: Die Polizei versucht, die „Chaostage“ mit 1.700 Polizisten zu verhindern. Im Internet wurde dazu aufgefordert, auch in München Chaostage zu veranstalten. Dabei handelt es sich wahrscheinlich um einen Scherz.
- Ankara/Türkei: Die Große Nationalversammlung der Türkei stimmt mit 256 zu 162 Stimmen für die Abschaffung der Todesstrafe in der Türkei während Friedenszeiten.[4]

### Samstag, 3. August 2002

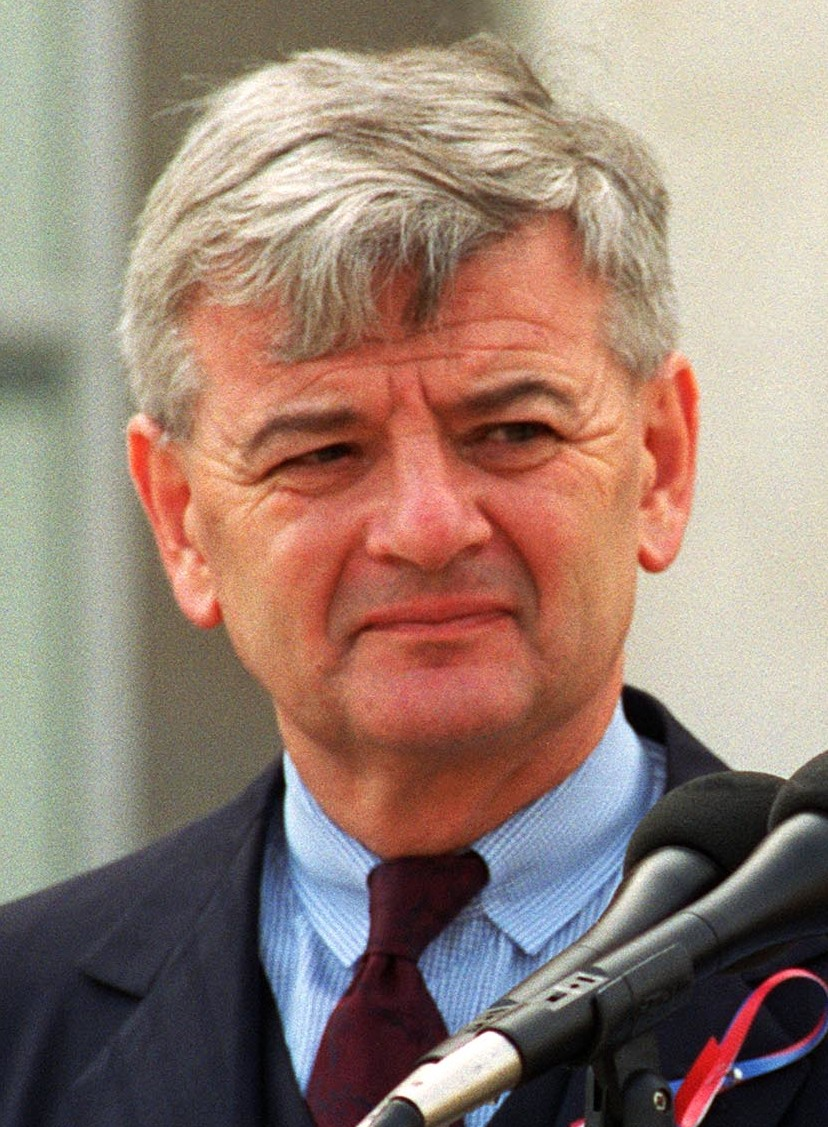
Joschka Fischer

- Deutschland: Bundeskanzler Gerhard Schröder und der Minister des Auswärtigen Joschka Fischer weisen angesichts eines drohenden Kriegs gegen den Irak unter Führung der Vereinigten Staaten darauf hin, dass zunächst der Nahostkonflikt zu lösen sei.
- Sudan: Die Geiselnahme von vier Entwicklungshelfern im Süden des Landes geht mit der Freilassung der letzten beiden Geiseln zu Ende. Zwei deutsche und zwei kenianische World-Vision-Mitarbeiter wurden am 29. Juli im Auftrag eines lokalen Warlords entführt. Dabei kam ein Kenianer ums Leben. Eine deutsche Geisel wurde am 1. August freigelassen.[5]

### Sonntag, 4. August 2002
- La Paz/Bolivien: Das Parlament entscheidet in einer Stichwahl zwischen Gonzalo Sánchez de Lozada von der Revolutionären Nationalistischen Bewegung und Evo Morales von der Bewegung zum Sozialismus, welcher der beiden künftig Präsident Boliviens sein wird. Nach circa 24-stündiger Sitzung fällt das Votum auf Sánchez de Lozada, der schon von 1993 bis 1997 Präsident war.[6]
- München/Deutschland: Der CSU-Politiker Edmund Stoiber fordert Zurückhaltung in Irakdiskussion.

### Montag, 5. August 2002
- Berlin/Deutschland: Die Bundesregierung verbietet Al-Aqsa e. V., diese will rechtlich gegen das Verbot vorgehen
- Vatikanstadt: Kardinal Joseph Ratzinger spricht als Präfekt der Glaubenskongregation die Exkommunikation der Danube Seven aus.[7]

### Dienstag, 6. August 2002
- Bayern/Deutschland: Mit einer Regenmenge von bis zu 117 l/qm beginnt das Hochwasserereignis 2002 in Bayern.
- Accra/Ghana: Der Serienmörder Charles Quansah wird vom High Court in Accra zum Tod durch den Strang verurteilt.[8]

### Mittwoch, 7. August 2002
- Nürnberg/Deutschland: Die Bundesanstalt für Arbeit beziffert die Zahl der Arbeitslosen im Juli 2002 auf bundesweit 4,47 Millionen, das entspricht einer Quote von 9,7 %. Bundeskanzler Schröder wird für die gestiegene Arbeitslosenzahl rund zwei Monate vor der Bundestagswahl von verschiedenen Medien verantwortlich gemacht.

### Donnerstag, 8. August 2002
- Berlin/Deutschland: Die Bundesministerin für Ernährung, Landwirtschaft und Verbraucherschutz Renate Künast gibt bekannt, dass der Ökolandbau weiter auf dem Vormarsch sei. Es gebe jetzt etwa 15.000 ökologisch wirtschaftende Betriebe in Deutschland.
- München/Deutschland: Wegen der Vergewaltigung einer 17-jährigen Bundeswehrbewerberin wird ein ehemaliger Soldat zu fünf Jahren Haft verurteilt.

### Freitag, 9. August 2002
- Berlin/Deutschland: Die Hartz-Kommission zur Reform des Arbeitsmarktes einigt sich auf einen gemeinsamen Standpunkt. Bundesbankpräsident Ernst Welteke kritisiert unterdessen das Konzept der Job-Floater.
- Dresden/Deutschland: Die Bundesfamilienministerin Christine Bergmann ruft bei der Eröffnung einer Ausstellung zur Weißen Rose zum Kampf gegen Rechtsextremismus und Fremdenfeindlichkeit auf.
- Helmstedt/Deutschland: Der Tagebau Helmstedt wird wegen Erschöpfung der Lagerstätte stillgelegt. Das Kraftwerk Offleben wird als Abnehmer der geförderten Braunkohle des Tagebaus ebenfalls stillgelegt.[9]
- Dschalalabad/Afghanistan: Bei einer durch einen Unfall ausgelösten Sprengstoffexplosion in einem Lager einer Straßenbaufirma sterben 26 Menschen, 80 weitere werden verletzt.[10]

### Sonntag, 11. August 2002

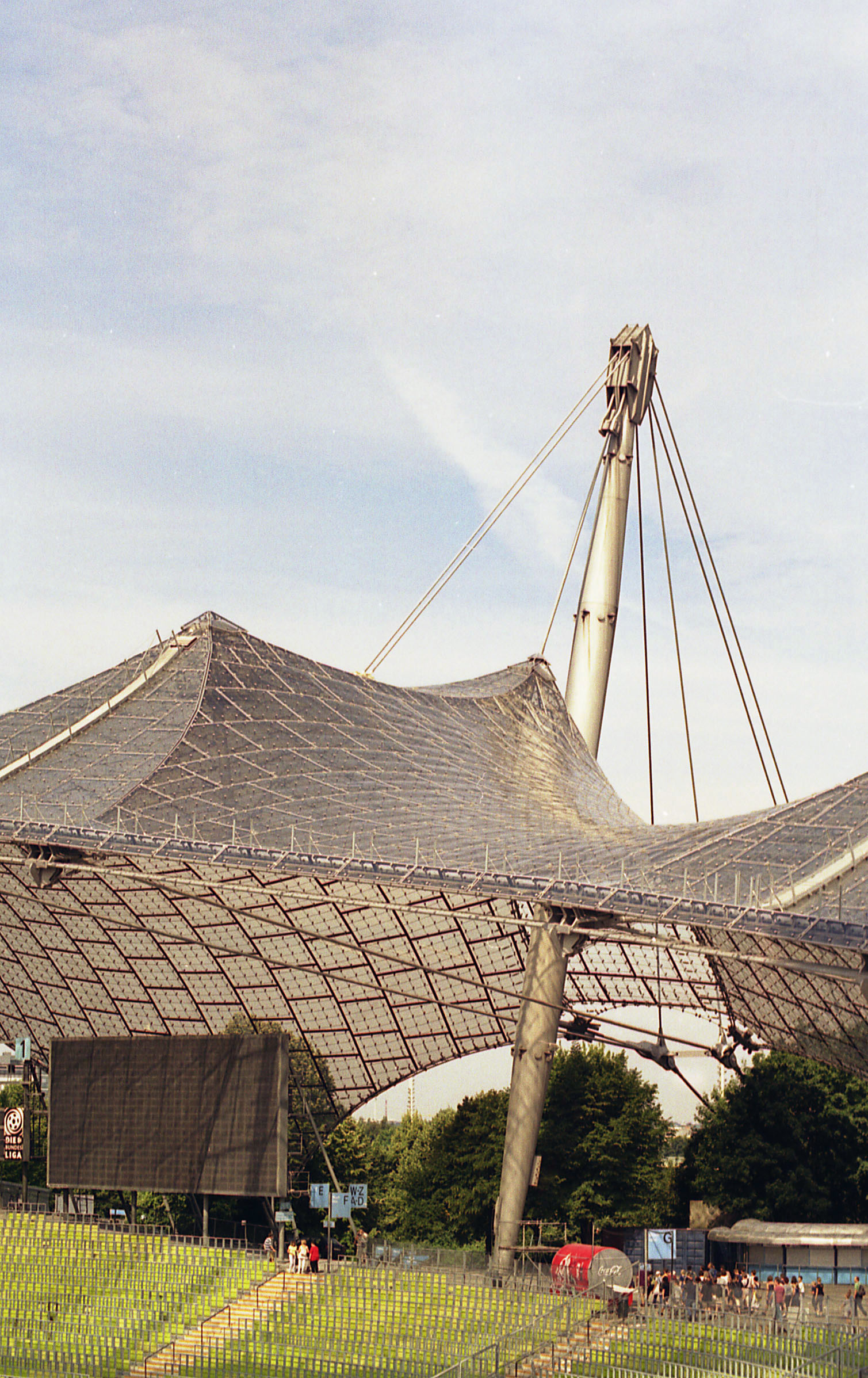
Olympiastadion München

- Deutschland: Arbeitgeberpräsident Dieter Hundt kritisiert das Hartz-Konzept. Die Reformvorschläge gingen nicht weit genug. Einiges sei allerdings sinnvoll. Weitere kritische Töne kamen von CDU-Chefin Angela Merkel und CSU-Chef Edmund Stoiber. Lob äußerte dagegen der Chef des Deutschen Gewerkschaftsbundes Michael Sommer. Er warnte davor, die Vorschläge zu zerreden.
- München/Deutschland: Zum Abschluss der 18. Leichtathletik-Europameisterschaften im Olympiastadion München wird des Olympia-Attentats von 1972 gedacht. Die Medaillenausbeute Deutschlands bleibt mit zwei Goldmedaillen unter den Erwartungen. Die Schweiz verbucht eine Silbermedaille.

### Montag, 12. August 2002
- Berlin/Deutschland: Bundeskanzler Gerhard Schröder kündigt die rasche Umsetzung der Hartz-Vorschläge an. Auch die Grünen und der Deutsche Gewerkschaftsbund begrüßen die Ergebnisse der Kommission. Lothar Späth kritisiert im Namen der CDU das Hartz-Konzept als Grundlage für versteckte Subventionen, durch die allerdings keine Arbeitsplätze geschaffen würden.[11]
- Dresden/Deutschland: Ungewöhnlich heftige Niederschläge, ausgelöst durch eine Vb-Lage, sorgen an zahlreichen Gebirgsflüssen für starke Überschwemmungen. An der Wetterstation Zinnwald-Georgenfeld des DWD fallen innerhalb von 24h pro Quadratmeter 312 Liter. Ab den späten Nachmittagsstunden gilt in zahlreichen Landkreisen Katastrophenalarm. Am Nachmittag bricht das Rückhaltebecken Glashütte.

### Dienstag, 13. August 2002
- Bayern, Sachsen/Deutschland: Die Hochwasserlage in den betroffenen Gebieten verschlimmert sich weiter. Das Wasser der Elbe erreicht den Dresdner Zwinger und die Semperoper. In Passau wird die Altstadt, v. a. wegen des extremen Wasserstands der Inn, überflutet.[12][13][14]

### Donnerstag, 15. August 2002

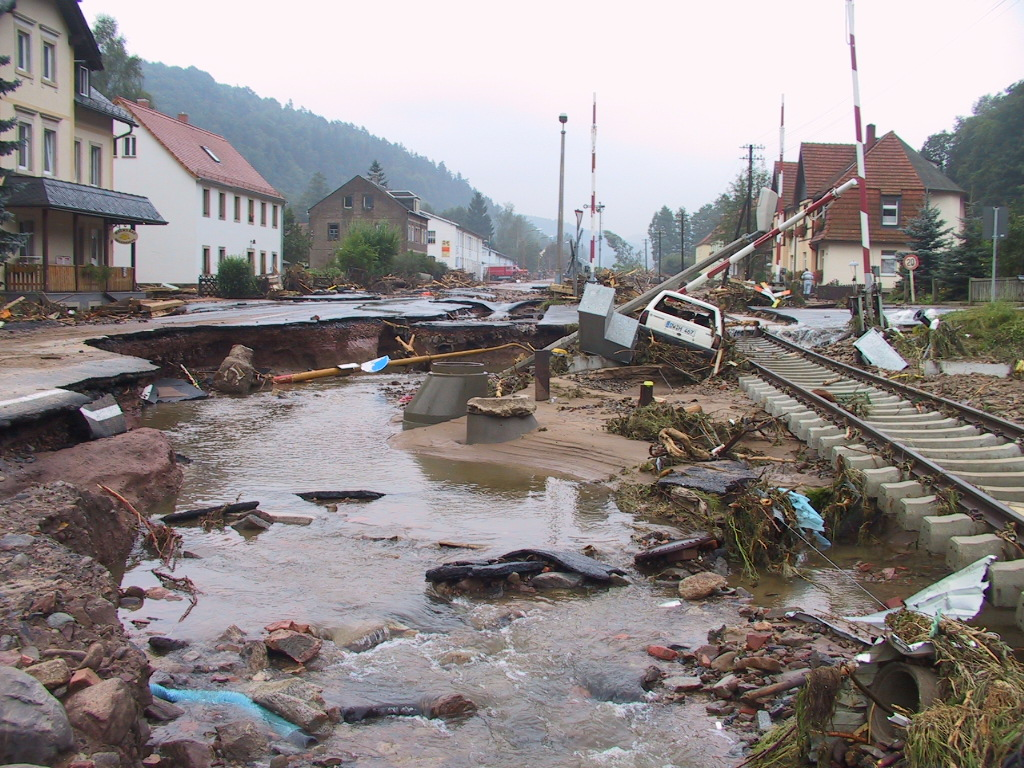
Schlottwitz nach dem Hochwasserereignis

- Heidenau, Pirna/Deutschland: Die Elbe steigt weiter. Ab 15.00 Uhr werden circa 30.000 Einwohner von Heidenau, wo in Kürze das Müglitz-Hochwasser die Elbe erreichen wird, und Pirna evakuiert. Es ist die größte Maßnahme dieser Art in Sachsen seit dem Zweiten Weltkrieg. Die meisten Orte im südlicher gelegenen Erzgebirge haben das Hochwasserextrem bereits hinter sich, z. B. der Ort Schlottwitz im Tal der Müglitz.[15]

### Freitag, 16. August 2002
- Berlin/Deutschland: Im Französischen Dom stellt die Hartz-Kommission ihren 343 Seiten umfassenden endgültigen Bericht zur Neustrukturierung des Arbeitsmarktes vor und Peter Hartz zeigt sich davon überzeugt, dass die Anzahl der Arbeitslosen in Deutschland durch die Ideen seiner Kommission um 50 % zurückgehen wird.[16]

### Sonntag, 18. August 2002
- Tarsus/Türkei: Bei einem Busunglück auf der Autobahn bei Tarsus  sterben 31 Menschen.[17]

### Montag, 19. August 2002
- Chankala/Tschetschenien: Eine Mil Mi-26 der Streitkräfte Russlands wird am Flughafen Chankala von einer Flugabwehrwaffe getroffen. Von 147 Personen an Bord starben 115; dies war der bislang schwerste Hubschrauberunfall.[18]

### Mittwoch, 21. August 2002
- Moskau/Russland: Der Oppositionspolitiker Vladimir Golovlyov von der liberalen Partei Union der rechten Kräfte wird von Auftragsmördern während eines Spaziergangs mit seinem Hund durch mehrere Schüsse hingerichtet.[19]

### Samstag, 24. August 2002
- Ankara/Türkei: Der Staatsminister der Türkei für Jugend und Sport, Fikret Ünlü, verlässt das Kabinett Ecevit V und schließt sich der CHP an.[20]

### Sonntag, 25. August 2002
- Berlin/Deutschland: Anlässlich der Bundestagswahl 2002 treffen Amtsinhaber Gerhard Schröder (SPD) und Herausforderer Edmund Stoiber (Unionsparteien) in einem von Peter Kloeppel und Peter Limbourg moderierten TV-Streitgespräch aufeinander. Die Meinungsumfragen unmittelbar nach dem Ende des Duells ergeben, dass Schröder sich und seine Ideen besser verkaufen konnte als sein Kontrahent.[21][22]
- Pjöngjang/Nordkorea: Erstmals seit zwei Jahren finden wieder offizielle Gespräche zwischen Japan und Nordkorea statt. Der Generaldirektor des japanischen Außenministeriums Hitoshi Tanaka führte die Gespräche mit dem nordkoreanischen Ministerratsvorsitzenden Hong Song-nam.[23]

### Montag, 26. August 2002

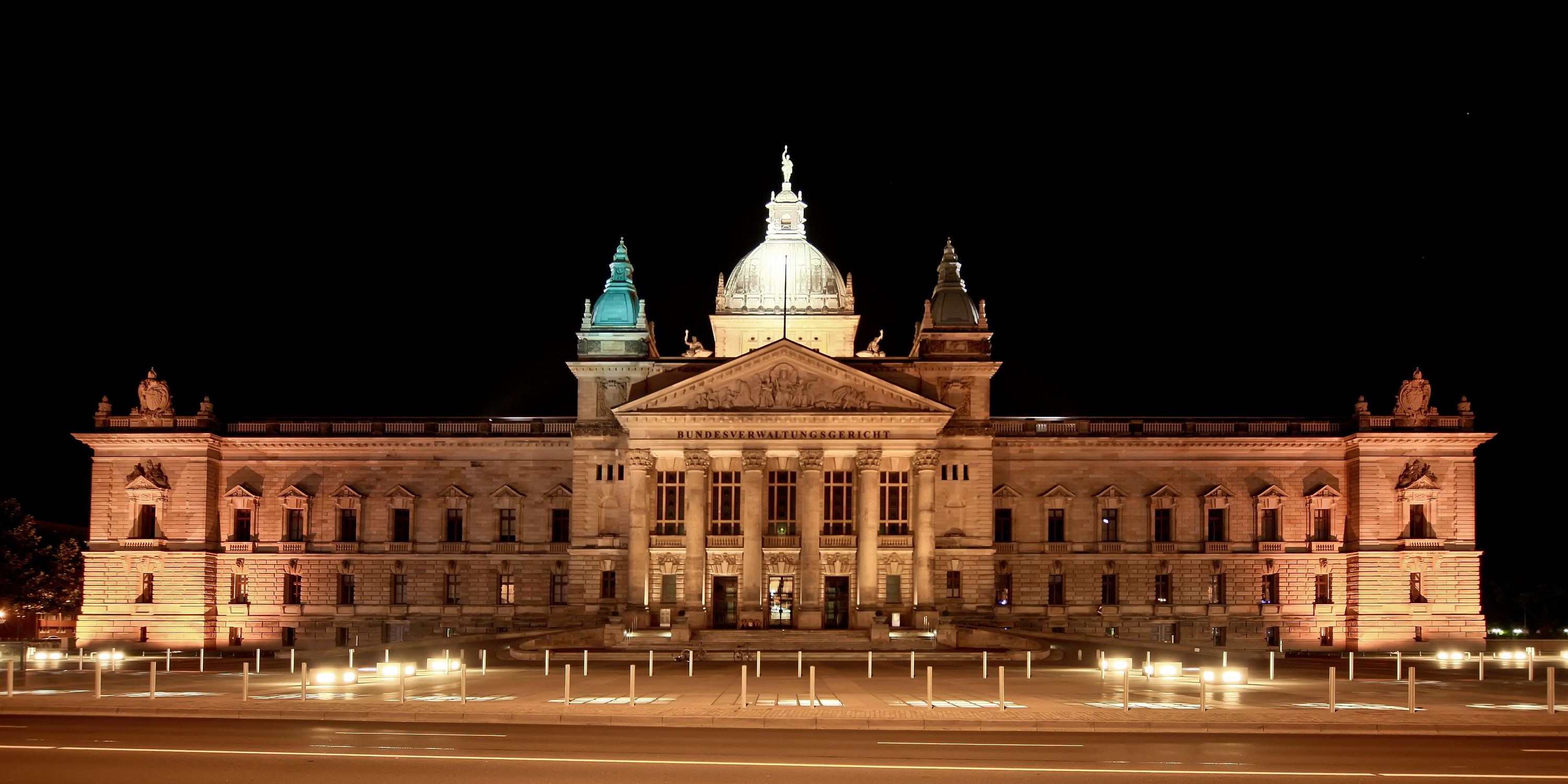
Das sanierte „Reichsgericht“

- Johannesburg/Südafrika: Der Weltgipfel für nachhaltige Entwicklung mit Regierungs-, Wirtschafts- und NGO-Vertretern beginnt. Sie verhandeln die Ziele der Millenniumserklärung der Vereinten Nationen aus dem Jahr 2000.[24]
- Leipzig/Deutschland: Das Bundesverwaltungsgericht nimmt im ehemaligen Gebäude des Reichsgerichts (bis 1945) seine Arbeit auf. Zuvor residierte es in Berlin und München.[25]
- Madrid/Spanien: Der ETA-nahen Partei Batasuna wurde von spanischen Parlament Cortes Generales für zunächst drei Jahre die Parteirechte entzogen.
- Zentralafrikanische Republik: Der ehemalige Staatspräsident André Kolingba sowie drei seiner Söhne und 21 Soldaten werden in Abwesenheit von einem Gericht zum Tode verurteilt. Grund ist der Putschversuch vom 28. Mai 2001.[26]

### Dienstag, 27. August 2002
- Arica/Chile: Mit einer Sprengung von 76.000 Antipersonenminen im Beisein von Präsident Ricardo Lagos erfüllt Chile die Bedingungen der Ottawa-Konvention.[27]

### Freitag, 30. August 2002
- Berlin/Deutschland: Drei Wochen vor der Bundestagswahl 2002 kippt die politische Stimmung. So sehen die Umfragen erstmals eine Mehrheit für die amtierende rot-grüne Regierung unter Bundeskanzler Gerhard Schröder. Der Kanzlerkandidat der Unionsparteien Edmund Stoiber verliert an Zuspruch.[28]
- London/Vereinigtes Königreich: Auf dem Musiklabel Grönland Records veröffentlicht Herbert Grönemeyer sein elftes Studioalbum. Es trägt den Titel Mensch.[29]

### Samstag, 31. August 2002
- Cannes/Frankreich: Der seit 1987 gesuchte Anführer der ’Ndrangheta aus Cittanova, Luigi Facchineri, wird im französischen Badeort Cannes festgenommen.[30]
- Goheung-gun/Südkorea: Der Taifun Rusa trifft auf die koreanische Halbinsel. Er ist der schwerste Taifun in Korea seit 1959.[31]

## Weblinks

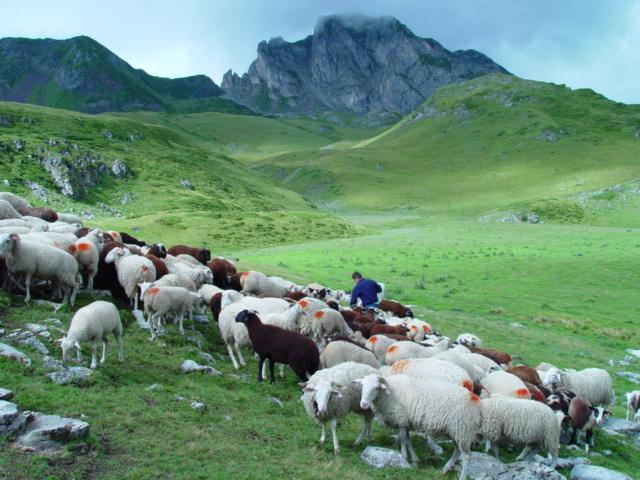
Frankreich im August 2002